# Літл-Гранд-Репідс 14
Літл-Гранд-Репідс 14 (англ. Little Grand Rapids 14) — індіанська резервація в Канаді, у провінції Манітоба, у межах невключеної частини переписної області №19.

## Населення
За даними перепису 2016 року, індіанська резервація нараховувала 810 осіб, показавши скорочення на 4,4%, порівняно з 2011-м роком. Середня густина населення становила 36,1 осіб/км².
З офіційних мов обидвома одночасно не володів жоден з жителів, тільки англійською — 750, а 20 — жодною з них. Усього 495 осіб вважали рідною мовою не одну з офіційних, з них 485 — одну з корінних мов.
Працездатне населення становило 41,2% усього населення, рівень безробіття — 35,7%.
Середній дохід на особу становив $14 453 (медіана $6 644), при цьому для чоловіків — $13 205, а для жінок $15 740 (медіани — $2 576 та $10 528 відповідно).
9,8% мешканців мали закінчену шкільну освіту, не мали закінченої шкільної освіти — 80,4%, 8,8% мали післяшкільну освіту, з яких 22,2% мали диплом бакалавра, або вищий.
| Статево-вікова структура населення | Статево-вікова структура населення | Статево-вікова структура населення | Статево-вікова структура населення | Статево-вікова структура населення |
| ---------------------------------- | ---------------------------------- | ---------------------------------- | ---------------------------------- | ---------------------------------- |
|                                    |                                    |                                    |                                    |                                    |
| Всього                             | Всього                             | 50,6%49,4%                         |                                    |                                    |
| 0 — 14 років                       | 0 — 14 років                       |                                    | 36%                                | 36%                                |
| 15 — 64 років                      | 15 — 64 років                      |                                    | 59,1%                              | 59,1%                              |
| 65 і більше                        | 65 і більше                        |                                    | 4,9%                               | 4,9%                               |
| 85 і більше                        | 85 і більше                        |                                    | 1,2%                               | 1,2%                               |
| Середній вік (років)               | Середній вік (років)               | 27,627,7                           | 27,6                               | 27,6                               |
| Медіана (років)                    | Медіана (років)                    | 24,224,4                           | 24,2                               | 24,2                               |
| — чоловіки — жінки                 |                                    |                                    |                                    |                                    |

| Походження мешканців:     | Походження мешканців:     | Походження мешканців: | Походження мешканців: | Походження мешканців: |
| ------------------------- | ------------------------- | --------------------- | --------------------- | --------------------- |
| Походження                |                           |                       | осіб                  | %                     |
| Корінні американці        | Корінні американці        |                       | 750                   | 97.4%                 |
| Інше північноамериканське | Інше північноамериканське |                       | 0                     | 0%                    |
| Європейське               | Європейське               |                       | 30                    | 3.9%                  |
| британське                | британське                |                       | 20                    | 2.6%                  |
| французьке                | французьке                |                       | 10                    | 1.3%                  |
| Азійське                  | Азійське                  |                       | 10                    | 1.3%                  |

## Клімат
Середня річна температура становить 0,5°C, середня максимальна – 21,4°C, а середня мінімальна – -25,6°C. Середня річна кількість опадів – 575 мм.
| Клімат поселення                              | Клімат поселення | Клімат поселення | Клімат поселення | Клімат поселення | Клімат поселення | Клімат поселення | Клімат поселення | Клімат поселення | Клімат поселення | Клімат поселення | Клімат поселення | Клімат поселення | Клімат поселення |
| Показник                                      | Січ.             | Лют.             | Бер.             | Квіт.            | Трав.            | Черв.            | Лип.             | Серп.            | Вер.             | Жовт.            | Лист.            | Груд.            |                  |
| Середній максимум, °C                         | −14,32           | −10,8            | −3,34            | 6,37             | 14,54            | 20,41            | 21,40            | 20,26            | 14,05            | 7,14             | −2,7             | −12,98           |                  |
| Середня температура, °C                       | −19,97           | −16,44           | −8,99            | 0,71             | 8,88             | 14,75            | 18,00            | 16,89            | 10,68            | 3,76             | −6,08            | −16,35           |                  |
| Середній мінімум, °C                          | −25,62           | −22,09           | −14,64           | −4,93            | 3,23             | 9,09             | 14,66            | 13,52            | 7,31             | 0,38             | −9,46            | −19,72           |                  |
| Норма опадів, мм                              | 25               | 18               | 28               | 28               | 50               | 84               | 75               | 83               | 69               | 53               | 37               | 25               |                  |
| Середньомісячна швидкість вітру, м/с          | 3.30             | 3.20             | 3.50             | 3.70             | 3.70             | 3.60             | 3.40             | 3.60             | 3.90             | 4.17             | 4.00             | 3.40             |                  |
| Середньомісячна сонячна радіація, кДж/м²·день | 3923             | 7514             | 12472            | 17540            | 20273            | 20794            | 20837            | 17274            | 11440            | 6530             | 3638             | 2743             |                  |
| --------------------------------------------- | ---------------- | ---------------- | ---------------- | ---------------- | ---------------- | ---------------- | ---------------- | ---------------- | ---------------- | ---------------- | ---------------- | ---------------- | ---------------- |
| Джерело:                                      |                  |                  |                  |                  |                  |                  |                  |                  |                  |                  |                  |                  |                  |